# Замошшя (Волховський район)
Замошшя (рос. Замошье) — присілок у Волховському районі Ленінградської області Російської Федерації.
Населення становить 58 осіб. Належить до муніципального утворення Бережковське сільське поселення.

## Історія
Згідно із законом № 56-оз від 6 вересня 2004 року належить до муніципального утворення Бережковське сільське поселення.

## Населення
| 1838 | 1862 | 1997 | 2007 | 2010 | 2017 |
| ---- | ---- | ---- | ---- | ---- | ---- |
| 231  | ↗289 | ↘24  | ↗40  | ↗47  | ↗58  |